# Первая леди Узбекистана

## Списокпервых ледиУзбекистана
| №                  | Портрет            | Имя                | Год регистрации брака | Период          | Период          | Президент                   |
| ------------------ | ------------------ | ------------------ | --------------------- | --------------- | --------------- | --------------------------- |
| 1                  |                    | Татьяна Каримова   | 1967                  | 1 сентября 1991 | 2 сентября 2016 | Ислам Каримов               |
| должность вакантна | должность вакантна | должность вакантна | должность вакантна    | 2 декабря 2016  | 14 декабря 2016 | Нигматилла Йулдошев (и. о.) |
| 2                  |                    | Зироатхон Хошимова |                       | 14 декабря 2016 |                 | Шавкат Мирзиёев             |